# Follis (gioco)

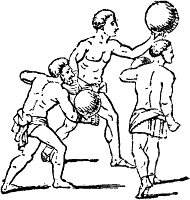
Follis

Il follis era un gioco praticato nell'Antica Roma, è stato uno dei più antichi giochi che richiedevano l'utilizzo della palla.
Il follis veniva praticato con l'uso delle mani e delle braccia, soprattutto dai bambini, i quali per giocare si servivano di una palla di pelle conciata piena d'aria, chiamata anch'essa follis. Il fatto che questo gioco fosse praticato per lo più da bambini e anziani ci è tramandato anche da Marziale in uno dei suoi Epigrammi:
(Marco Valerio Marziale Epigrammi Liber XIV carmen 47)